# Alfred Swahn
Alfred "Alf" Gomer Albert Swahn, född 20 augusti 1879, död 16 mars 1931 i Täby, Stockholms län, var en svensk sportskytt. 
Han deltog i fyra OS (1908, 1912, 1920 och 1924) och vann 3 guld-, 3 silver- och 3 bronsmedaljer. Swahn tävlade för Stockholms SkarpSF, Djursholms-Danderyds SF, FOK Stockholm, Täby SF.
Alfred Swahn var son till Oscar Swahn, även han olympier. De ingick tillsammans i lag som vann flera olympiska medaljer. Alfred Swahn bodde och gifte sig i Täby kyrkby. Han är begravd på Täby kyrkogård.

## OS-medaljer
- 1924 Silver Hjort enkelskott lag
- 1924 Brons Hjort dubbelskott individuellt
- 1924 Brons Hjort dubbelskott lag
- 1920 Silver Hjort enkelskott individuellt
- 1920 Silver Hjort dubbelskott lag
- 1920 Brons Lerduvor lag
- 1912 Guld Hjort enkelskott individuellt
- 1912 Guld Hjort enkelskott lag
- 1908 Guld Hjort enkelskott lag